# St. Martin (Theißing)

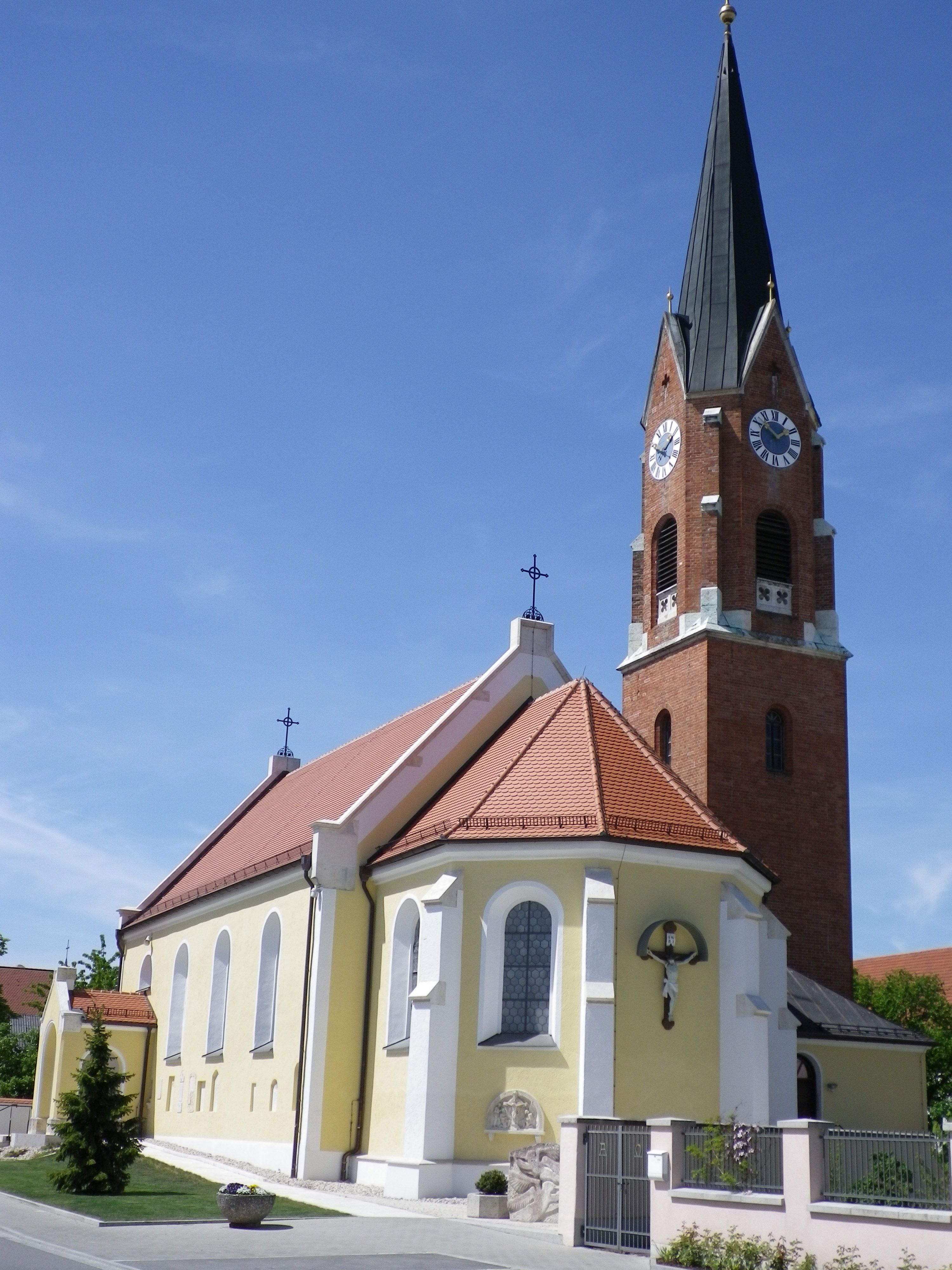
St. Martin in Theißing

Die römisch-katholische Pfarrkirche St. Martin steht in Theißing, einem Gemeindeteil von Großmehring im Landkreis Eichstätt in Oberbayern. Das Bauwerk ist in der Liste der Baudenkmäler in Großmehring unter der Nr. D-1-76-129-24 eingetragen. Die Kirche gehört zum Dekanat Geisenfeld-Pförring im Bistum Regensburg.

## Beschreibung
Die neogotische Saalkirche wurde um 1860 erbaut. Sie besteht aus dem Langhaus, dem eingezogenen, dreiseitig geschlossenen, von Strebepfeilern gestützten Chor im Osten und dem auf quadratischem Grundriss aus unverputzten Backsteinen errichteten Kirchturm an der Nordwand des Langhauses mit spitzem Helm als Abschluss.
Das achteckige oberste Geschoss des Turms enthält den Glockenstuhl mit vier Glocken und die Turmuhr. Die Töne des Geläuts sind c‘, es‘, f‘ und g‘. Die Glocken 1 und 3 kamen 1949 von der Glockengießerei Johann Hahn in Landshut; die kleine Glocke goss Rudolf Perner 1982 in Passau. Die zweitgrößte entstand wahrscheinlich im 19. Jahrhundert in der Ingolstädter Glockengießerei von Johann Pascolini.
Ein Vorbau an der Südwand des Langhauses führt zum Portal.

## Orgel
Die Orgel mit zehn Registern auf zwei Manualen und Pedal wurde 1978 von Hermann Kloss als rein mechanisches Schleifladen-Instrument gebaut. Die Disposition lautet:
| I Hauptwerk C– |    |
| Holzgedackt    | 8′ |
| Prinzipal      | 4′ |
| Nachthorn      | 2′ |
| Mixtur III     | 1′ |

| II Schwellwerk C– |       |
| Dulzgedackt       | 8′    |
| Flute d’amour     | 4′    |
| Larigot           | 1 ⁄3′ |
| Piffaro           | 2′+1′ |

| Pedal C–  |     |
| Subbaß    | 16′ |
| Violonbaß | 08′ |

- Koppeln: II/I, I/P, II/P